# Валящикі (Сілезьке воєводство)
Валящикі (пол. Walaszczyki) — село в Польщі, у гміні Конописька Ченстоховського повіту Сілезького воєводства.
Населення — 110 осіб (2011).
У 1975-1998 роках село належало до Ченстоховського воєводства.

## Демографія
Демографічна структура станом на 31 березня 2011 року:
|          | Загалом | Допрацездатний вік | Працездатний вік | Постпрацездатний вік |
| -------- | ------- | ------------------ | ---------------- | -------------------- |
| Чоловіки | 52      | 8                  | 36               | 8                    |
| Жінки    | 58      | 12                 | 31               | 15                   |
| Разом    | 110     | 20                 | 67               | 23                   |